# Лазарев, Эдуард Леонидович
Эдуард Леонидович Лазарев (19 декабря 1935, Свердловск, РСФСР — 10 января 2008, Москва) — молдавский советский и российский композитор. Заслуженный деятель искусств Молдавской ССР (1964). Лауреат Государственной премии Молдавской ССР (1966). Народный артист Молдавской ССР
  (1978).

## Биография
Окончил Московскую консерваторию (1959, класс композиции С. С. Богатырева).
В 1970—1972 годах — член репертуарно-редакционной коллегии Министерства культуры МССР. В 1973—1975 годах — член сценарно-редакционной коллегии Комитета по кинематографии при Совете Министров МССР.
Соавтор музыки Гимна Молдавской ССР (реновация 1980 года); также симфонических произведений, балетов «Утёс» (1959), «Сломанный меч» (1960), «Антоний и Клеопатра» (1965); опер «Клоп» (1960), «Дракон» (по одноимённой пьесе Е. Шварца, Кишинёв, 1976) и других. Автор музыки к кинофильмам киностудии «Молдова-фильм»: «Офицер запаса», «Орлиный остров»; Одесской киностудии: «Одесские каникулы» (1965, реж. Ю. Петров), «Дубравка» (1967, реж. Р. Василевский).
Между 1974 и 1983 годами написал балет в восьми актах «Мастер и Маргарита» по произведению М. Булгакова.

## Семья
Отец — Леонид Наумович Лазарев (1911—1996), уроженец Полоцка, участник Великой Отечественной войны.

## Призы и награды
- 1960 — Медаль «За трудовую доблесть»[10].
- 1964 — Заслуженный деятель искусств Молдавской ССР.
- 1966 — Государственная премия Молдавской ССР.
- 1966 — Премия II Всесоюзного кинофестиваля в Киеве: За лучшую музыку к фильму «Последний месяц осени».
- 1978 — Народный артист Молдавской ССР.